# Lista di asteroidi (774001-775000)
Di seguito una lista di asteroidi dal numero 774001  al 775000 con data di scoperta e scopritore.

## 774001–774100
| Nome   | Designazione provvisoria | Data di scoperta  | Scopritore          |
| ------ | ------------------------ | ----------------- | ------------------- |
| 774001 | 2000 CV154               | 28 ottobre 2013   | Spacewatch          |
| 774002 | 2000 CQ156               | 24 ottobre 2015   | Mount Lemmon Survey |
| 774003 | 2000 CA157               | 27 luglio 2014    | Pan-STARRS          |
| 774004 | 2000 CG157               | 12 febbraio 2000  | SDSS                |
| 774005 | 2000 EG52                | 28 settembre 2019 | Mount Lemmon Survey |
| 774006 | 2000 EK208               | 5 marzo 2000      | DLS                 |
| 774007 | 2000 EG212               | 24 settembre 2013 | Mount Lemmon Survey |
| 774008 | 2000 FO54                | 30 marzo 2000     | Spacewatch          |
| 774009 | 2000 GV188               | 24 ottobre 2003   | Spacewatch          |
| 774010 | 2000 JX95                | 21 febbraio 2017  | Pan-STARRS          |
| 774011 | 2000 JF96                | 6 giugno 2013     | Mount Lemmon Survey |
| 774012 | 2000 JH96                | 28 gennaio 2016   | Mount Lemmon Survey |
| 774013 | 2000 JN96                | 7 giugno 2013     | Pan-STARRS          |
| 774014 | 2000 LZ37                | 2 luglio 2013     | Pan-STARRS          |
| 774015 | 2000 MV7                 | 14 ottobre 2017   | Mount Lemmon Survey |
| 774016 | 2000 OD62                | 30 luglio 2000    | DES                 |
| 774017 | 2000 OP64                | 31 luglio 2000    | DES                 |
| 774018 | 2000 OA72                | 4 gennaio 2016    | Pan-STARRS          |
| 774019 | 2000 OR73                | 31 luglio 2000    | DES                 |
| 774020 | 2000 OX73                | 29 luglio 2000    | DES                 |
| 774021 | 2000 PX30                | 27 novembre 2014  | Pan-STARRS          |
| 774022 | 2000 QU69                | 30 agosto 2000    | Spacewatch          |
| 774023 | 2000 QS235               | 26 agosto 2000    | DES                 |
| 774024 | 2000 QU237               | 27 agosto 2000    | DES                 |
| 774025 | 2000 QW237               | 27 agosto 2000    | DES                 |
| 774026 | 2000 QY238               | 25 agosto 2000    | DES                 |
| 774027 | 2000 QB240               | 25 agosto 2000    | DES                 |
| 774028 | 2000 QS242               | 27 agosto 2000    | DES                 |
| 774029 | 2000 QO246               | 30 agosto 2000    | Spacewatch          |
| 774030 | 2000 QG248               | 31 agosto 2000    | Spacewatch          |
| 774031 | 2000 QX256               | 3 ottobre 2013    | Pan-STARRS          |
| 774032 | 2000 QB258               | 29 marzo 2012     | Mount Lemmon Survey |
| 774033 | 2000 QZ260               | 3 gennaio 2016    | Pan-STARRS          |
| 774034 | 2000 QB261               | 24 ottobre 2013   | Mount Lemmon Survey |
| 774035 | 2000 RZ107               | 13 gennaio 2016   | Pan-STARRS          |
| 774036 | 2000 RT108               | 5 settembre 2016  | Mount Lemmon Survey |
| 774037 | 2000 RM109               | 28 marzo 2015     | Pan-STARRS          |
| 774038 | 2000 RE110               | 23 marzo 2012     | Mount Lemmon Survey |
| 774039 | 2000 SQ378               | 10 gennaio 2008   | Spacewatch          |
| 774040 | 2000 SX378               | 28 dicembre 2005  | Mount Lemmon Survey |
| 774041 | 2000 SN381               | 28 gennaio 2015   | Pan-STARRS          |
| 774042 | 2000 ST383               | 12 luglio 2016    | Pan-STARRS          |
| 774043 | 2000 SU383               | 18 gennaio 2008   | Spacewatch          |
| 774044 | 2000 SV383               | 28 febbraio 2014  | Pan-STARRS          |
| 774045 | 2000 SX383               | 28 settembre 2009 | Mount Lemmon Survey |
| 774046 | 2000 SY383               | 28 aprile 2017    | Pan-STARRS          |
| 774047 | 2000 SC384               | 6 aprile 2008     | Mount Lemmon Survey |
| 774048 | 2000 SB386               | 4 gennaio 2014    | Pan-STARRS          |
| 774049 | 2000 SJ386               | 16 settembre 2017 | Pan-STARRS          |
| 774050 | 2000 SE387               | 29 settembre 2000 | Spacewatch          |
| 774051 | 2000 TC77                | 5 ottobre 2013    | Spacewatch          |
| 774052 | 2000 TU77                | 20 giugno 2015    | Pan-STARRS          |
| 774053 | 2000 TM78                | 26 febbraio 2014  | Pan-STARRS          |
| 774054 | 2000 TP78                | 10 marzo 2016     | Pan-STARRS          |
| 774055 | 2000 TL79                | 20 novembre 2014  | Pan-STARRS          |
| 774056 | 2000 TN80                | 28 febbraio 2014  | Pan-STARRS          |
| 774057 | 2000 TL82                | 2 ottobre 2000    | Spacewatch          |
| 774058 | 2000 VA66                | 30 aprile 2016    | Pan-STARRS          |
| 774059 | 2000 WE53                | 27 novembre 2000  | Spacewatch          |
| 774060 | 2000 WP156               | 19 novembre 2000  | LINEAR              |
| 774061 | 2000 WT201               | 2 agosto 2016     | Pan-STARRS          |
| 774062 | 2000 WD202               | 19 gennaio 2013   | Mount Lemmon Survey |
| 774063 | 2000 WC204               | 27 ottobre 2017   | Mount Lemmon Survey |
| 774064 | 2000 WH204               | 13 settembre 2013 | Spacewatch          |
| 774065 | 2000 WO204               | 20 agosto 2014    | Pan-STARRS          |
| 774066 | 2000 XE56                | 22 maggio 2015    | Pan-STARRS          |
| 774067 | 2000 YB141               | 19 dicembre 2000  | DLS                 |
| 774068 | 2000 YC141               | 19 dicembre 2000  | DLS                 |
| 774069 | 2000 YA146               | 26 novembre 2014  | Pan-STARRS          |
| 774070 | 2001 CE51                | 2 febbraio 2001   | Spacewatch          |
| 774071 | 2001 DZ1                 | 16 febbraio 2001  | Spacewatch          |
| 774072 | 2001 DM84                | 23 febbraio 2001  | DLS                 |
| 774073 | 2001 DT115               | 18 aprile 2012    | Mount Lemmon Survey |
| 774074 | 2001 DD118               | 18 marzo 2018     | Pan-STARRS          |
| 774075 | 2001 DE119               | 11 febbraio 2018  | Pan-STARRS          |
| 774076 | 2001 DD120               | 15 febbraio 2013  | Pan-STARRS          |
| 774077 | 2001 DE120               | 4 marzo 2013      | Pan-STARRS          |
| 774078 | 2001 FT173               | 21 marzo 2001     | Spacewatch          |
| 774079 | 2001 FO181               | 21 marzo 2001     | Spacewatch          |
| 774080 | 2001 FQ209               | 21 marzo 2001     | SKADS               |
| 774081 | 2001 FJ211               | 23 febbraio 2009  | F. Hormuth          |
| 774082 | 2001 FH228               | 23 marzo 2001     | SKADS               |
| 774083 | 2001 FW238               | 22 marzo 2001     | SKADS               |
| 774084 | 2001 FM239               | 26 marzo 2001     | DES                 |
| 774085 | 2001 FA247               | 14 luglio 2013    | Pan-STARRS          |
| 774086 | 2001 FQ247               | 14 aprile 2010    | Mount Lemmon Survey |
| 774087 | 2001 FE248               | 24 marzo 2001     | Spacewatch          |
| 774088 | 2001 FJ248               | 5 febbraio 2016   | Pan-STARRS          |
| 774089 | 2001 GD12                | 17 giugno 2014    | Mount Lemmon Survey |
| 774090 | 2001 HY69                | 7 novembre 2015   | Mount Lemmon Survey |
| 774091 | 2001 HD70                | 3 marzo 2009      | Spacewatch          |
| 774092 | 2001 HN70                | 9 settembre 2015  | Pan-STARRS          |
| 774093 | 2001 HR70                | 23 luglio 2015    | Pan-STARRS          |
| 774094 | 2001 KA82                | 11 gennaio 2008   | Spacewatch          |
| 774095 | 2001 KK82                | 14 giugno 2012    | Mount Lemmon Survey |
| 774096 | 2001 KE86                | 27 dicembre 2006  | Mount Lemmon Survey |
| 774097 | 2001 KZ88                | 5 settembre 2008  | Spacewatch          |
| 774098 | 2001 KB89                | 24 ottobre 2003   | Spacewatch          |
| 774099 | 2001 LT20                | 28 aprile 2017    | Pan-STARRS          |
| 774100 | 2001 LV20                | 19 marzo 2013     | Pan-STARRS          |

## 774101–774200
| Nome   | Designazione provvisoria | Data di scoperta  | Scopritore          |
| ------ | ------------------------ | ----------------- | ------------------- |
| 774101 | 2001 MF32                | 8 luglio 2014     | Pan-STARRS          |
| 774102 | 2001 QV302               | 19 agosto 2001    | DES                 |
| 774103 | 2001 QZ304               | 19 agosto 2001    | DES                 |
| 774104 | 2001 QV312               | 20 agosto 2001    | DES                 |
| 774105 | 2001 QC316               | 20 agosto 2001    | DES                 |
| 774106 | 2001 QX316               | 20 agosto 2001    | DES                 |
| 774107 | 2001 QB317               | 20 agosto 2001    | DES                 |
| 774108 | 2001 QT321               | 20 agosto 2001    | DES                 |
| 774109 | 2001 QG322               | 20 agosto 2001    | DES                 |
| 774110 | 2001 QP336               | 8 febbraio 2008   | Spacewatch          |
| 774111 | 2001 QD338               | 25 marzo 2017     | Mount Lemmon Survey |
| 774112 | 2001 QS338               | 15 ottobre 2015   | Pan-STARRS          |
| 774113 | 2001 RB157               | 8 febbraio 2008   | Spacewatch          |
| 774114 | 2001 SH91                | 20 settembre 2001 | LINEAR              |
| 774115 | 2001 SW336               | 20 settembre 2001 | LINEAR              |
| 774116 | 2001 SW358               | 30 ottobre 2010   | Spacewatch          |
| 774117 | 2001 ST359               | 20 settembre 2001 | Spacewatch          |
| 774118 | 2001 SK361               | 18 settembre 2010 | Mount Lemmon Survey |
| 774119 | 2001 SG362               | 24 settembre 2014 | Mount Lemmon Survey |
| 774120 | 2001 SD363               | 2 ottobre 2015    | Mount Lemmon Survey |
| 774121 | 2001 SL364               | 23 settembre 2001 | Spacewatch          |
| 774122 | 2001 TS162               | 11 settembre 2001 | Spacewatch          |
| 774123 | 2001 TM266               | 4 luglio 2014     | Pan-STARRS          |
| 774124 | 2001 TQ266               | 18 settembre 2010 | Mount Lemmon Survey |
| 774125 | 2001 TF267               | 5 aprile 2016     | Pan-STARRS          |
| 774126 | 2001 TZ267               | 8 marzo 2013      | Pan-STARRS          |
| 774127 | 2001 UL194               | 14 ottobre 2001   | Spacewatch          |
| 774128 | 2001 UH210               | 19 settembre 2001 | Spacewatch          |
| 774129 | 2001 UE237               | 21 novembre 2015  | Mount Lemmon Survey |
| 774130 | 2001 UX237               | 7 novembre 2015   | Pan-STARRS          |
| 774131 | 2001 UT239               | 25 ottobre 2012   | Spacewatch          |
| 774132 | 2001 UK241               | 25 ottobre 2001   | SDSS                |
| 774133 | 2001 VW136               | 4 gennaio 2016    | Pan-STARRS          |
| 774134 | 2001 VY136               | 8 luglio 2014     | Pan-STARRS          |
| 774135 | 2001 VE137               | 19 settembre 2014 | Pan-STARRS          |
| 774136 | 2001 VC138               | 28 agosto 2014    | Pan-STARRS          |
| 774137 | 2001 VP138               | 11 novembre 2001  | SDSS                |
| 774138 | 2001 WG22                | 16 novembre 2001  | DLS                 |
| 774139 | 2001 WV22                | 17 novembre 2001  | DLS                 |
| 774140 | 2001 WC54                | 19 novembre 2001  | LINEAR              |
| 774141 | 2001 WR72                | 20 novembre 2001  | LINEAR              |
| 774142 | 2001 WM106               | 30 luglio 2014    | Pan-STARRS          |
| 774143 | 2001 WK107               | 21 ottobre 2012   | Pan-STARRS          |
| 774144 | 2001 WM107               | 23 ottobre 2012   | Mount Lemmon Survey |
| 774145 | 2001 XJ161               | 14 dicembre 2001  | LINEAR              |
| 774146 | 2001 XT224               | 19 novembre 2001  | LINEAR              |
| 774147 | 2001 YH30                | 18 dicembre 2001  | LINEAR              |
| 774148 | 2001 YP142               | 17 dicembre 2001  | LINEAR              |
| 774149 | 2001 YE164               | 16 settembre 2017 | Pan-STARRS          |
| 774150 | 2001 YH164               | 20 dicembre 2001  | Spacewatch          |
| 774151 | 2001 YG165               | 18 gennaio 2015   | Pan-STARRS          |
| 774152 | 2002 AO21                | 5 gennaio 2002    | Spacewatch          |
| 774153 | 2002 AS212               | 26 luglio 2011    | Pan-STARRS          |
| 774154 | 2002 AC213               | 14 febbraio 2008  | Mount Lemmon Survey |
| 774155 | 2002 AO214               | 5 dicembre 2007   | Spacewatch          |
| 774156 | 2002 AN215               | 27 ottobre 2017   | Pan-STARRS          |
| 774157 | 2002 AP215               | 31 dicembre 2013  | Spacewatch          |
| 774158 | 2002 AD216               | 23 dicembre 2012  | Pan-STARRS          |
| 774159 | 2002 AW216               | 10 novembre 2009  | Spacewatch          |
| 774160 | 2002 AY216               | 29 luglio 2014    | Pan-STARRS          |
| 774161 | 2002 CZ179               | 7 febbraio 2002   | Spacewatch          |
| 774162 | 2002 CA192               | 10 febbraio 2002  | LINEAR              |
| 774163 | 2002 CM258               | 8 febbraio 2002   | Spacewatch          |
| 774164 | 2002 CO258               | 8 febbraio 2002   | Spacewatch          |
| 774165 | 2002 CL310               | 11 febbraio 2002  | LINEAR              |
| 774166 | 2002 CU322               | 9 gennaio 2013    | Mount Lemmon Survey |
| 774167 | 2002 CW324               | 27 agosto 2009    | Spacewatch          |
| 774168 | 2002 CZ324               | 31 luglio 2014    | Pan-STARRS          |
| 774169 | 2002 CW327               | 10 luglio 2018    | Pan-STARRS          |
| 774170 | 2002 CX327               | 4 ottobre 2014    | Spacewatch          |
| 774171 | 2002 CW328               | 17 gennaio 2013   | Pan-STARRS          |
| 774172 | 2002 CR329               | 7 febbraio 2002   | Spacewatch          |
| 774173 | 2002 EE7                 | 6 marzo 2002      | R. H. McNaught      |
| 774174 | 2002 EO36                | 9 marzo 2002      | Spacewatch          |
| 774175 | 2002 EV171               | 29 ottobre 2017   | Mount Lemmon Survey |
| 774176 | 2002 EW171               | 12 febbraio 2008  | Mount Lemmon Survey |
| 774177 | 2002 ED172               | 8 febbraio 2011   | Mount Lemmon Survey |
| 774178 | 2002 FG14                | 16 marzo 2002     | Spacewatch          |
| 774179 | 2002 FP43                | 12 settembre 2007 | Mount Lemmon Survey |
| 774180 | 2002 GK29                | 7 aprile 2002     | DES                 |
| 774181 | 2002 GX29                | 7 aprile 2002     | DES                 |
| 774182 | 2002 GP196               | 3 gennaio 2016    | Pan-STARRS          |
| 774183 | 2002 JB3                 | 4 maggio 2002     | Spacewatch          |
| 774184 | 2002 JF142               | 11 maggio 2002    | LINEAR              |
| 774185 | 2002 JS153               | 7 maggio 2010     | Mount Lemmon Survey |
| 774186 | 2002 LG66                | 26 agosto 2013    | Pan-STARRS          |
| 774187 | 2002 MB7                 | 5 dicembre 2007   | Spacewatch          |
| 774188 | 2002 NO65                | 10 ottobre 2002   | SDSS                |
| 774189 | 2002 NY68                | 15 agosto 2002    | Spacewatch          |
| 774190 | 2002 NC84                | 8 luglio 2018     | Pan-STARRS          |
| 774191 | 2002 OL32                | 17 luglio 2002    | NEAT                |
| 774192 | 2002 PO142               | 27 marzo 2012     | Mount Lemmon Survey |
| 774193 | 2002 PC150               | 11 agosto 2002    | DES                 |
| 774194 | 2002 PS196               | 14 agosto 2002    | Spacewatch          |
| 774195 | 2002 PK205               | 5 marzo 2013      | Mount Lemmon Survey |
| 774196 | 2002 PT205               | 8 agosto 2018     | Pan-STARRS          |
| 774197 | 2002 PA206               | 9 dicembre 2015   | Spacewatch          |
| 774198 | 2002 QA56                | 6 settembre 2002  | LINEAR              |
| 774199 | 2002 QT123               | 29 agosto 2002    | NEAT                |
| 774200 | 2002 QP159               | 9 settembre 2015  | Pan-STARRS          |

## 774201–774300
| Nome   | Designazione provvisoria | Data di scoperta  | Scopritore                 |
| ------ | ------------------------ | ----------------- | -------------------------- |
| 774201 | 2002 QS159               | 18 dicembre 2007  | Mount Lemmon Survey        |
| 774202 | 2002 QF160               | 20 ottobre 2011   | Mount Lemmon Survey        |
| 774203 | 2002 QG160               | 12 settembre 2015 | Pan-STARRS                 |
| 774204 | 2002 RG249               | 5 ottobre 2002    | SDSS                       |
| 774205 | 2002 RW258               | 5 settembre 2002  | SDSS                       |
| 774206 | 2002 RQ285               | 23 settembre 2008 | Spacewatch                 |
| 774207 | 2002 RN286               | 11 settembre 2002 | NEAT                       |
| 774208 | 2002 RZ290               | 9 settembre 2002  | NEAT                       |
| 774209 | 2002 RJ300               | 6 settembre 2015  | Pan-STARRS                 |
| 774210 | 2002 RO300               | 23 ottobre 2011   | Spacewatch                 |
| 774211 | 2002 RC301               | 14 dicembre 2015  | Mount Lemmon Survey        |
| 774212 | 2002 TH21                | 2 ottobre 2002    | LINEAR                     |
| 774213 | 2002 TS383               | 5 ottobre 2002    | SDSS                       |
| 774214 | 2002 TP390               | 23 luglio 2015    | Pan-STARRS                 |
| 774215 | 2002 TW390               | 2 ottobre 2013    | Mount Lemmon Survey        |
| 774216 | 2002 TE392               | 21 novembre 2015  | Mount Lemmon Survey        |
| 774217 | 2002 TF392               | 15 marzo 2008     | Mount Lemmon Survey        |
| 774218 | 2002 TK392               | 24 ottobre 2015   | Mount Lemmon Survey        |
| 774219 | 2002 TL393               | 12 settembre 2015 | Pan-STARRS                 |
| 774220 | 2002 TS393               | 30 dicembre 2011  | Spacewatch                 |
| 774221 | 2002 TL394               | 26 settembre 2006 | Mount Lemmon Survey        |
| 774222 | 2002 UE76                | 31 ottobre 2002   | SDSS                       |
| 774223 | 2002 UU79                | 13 maggio 2021    | Pan-STARRS                 |
| 774224 | 2002 UF81                | 26 ottobre 2011   | Pan-STARRS                 |
| 774225 | 2002 VH2                 | 3 novembre 2002   | J. W. Young                |
| 774226 | 2002 VL6                 | 5 novembre 2002   | A. Fitzsimmons             |
| 774227 | 2002 VU42                | 3 novembre 2002   | NEAT                       |
| 774228 | 2002 VU90                | 11 ottobre 2002   | Spacewatch                 |
| 774229 | 2002 VX151               | 8 dicembre 2015   | Mount Lemmon Survey        |
| 774230 | 2002 VQ152               | 30 gennaio 2012   | Mount Lemmon Survey        |
| 774231 | 2002 XQ120               | 8 ottobre 2007    | CSS                        |
| 774232 | 2002 XZ120               | 10 dicembre 2002  | NEAT                       |
| 774233 | 2002 XM123               | 20 gennaio 2015   | Mount Lemmon Survey        |
| 774234 | 2003 AE71                | 10 gennaio 2003   | Spacewatch                 |
| 774235 | 2003 AT95                | 4 gennaio 2003    | Spacewatch                 |
| 774236 | 2003 BY92                | 28 gennaio 2020   | Mount Lemmon Survey        |
| 774237 | 2003 BL97                | 25 luglio 2011    | Pan-STARRS                 |
| 774238 | 2003 BA98                | 25 settembre 2012 | Spacewatch                 |
| 774239 | 2003 BU99                | 9 settembre 2015  | Pan-STARRS                 |
| 774240 | 2003 BM101               | 10 febbraio 2014  | Pan-STARRS                 |
| 774241 | 2003 BJ102               | 4 luglio 2016     | Pan-STARRS                 |
| 774242 | 2003 CS22                | 7 febbraio 2003   | C. Barbieri                |
| 774243 | 2003 CP23                | 4 febbraio 2003   | C. Barbieri                |
| 774244 | 2003 CD28                | 12 settembre 2018 | Mount Lemmon Survey        |
| 774245 | 2003 DV25                | 23 maggio 2015    | CTIO-DECam                 |
| 774246 | 2003 EN54                | 7 marzo 2003      | DLS                        |
| 774247 | 2003 EB65                | 18 agosto 2017    | Pan-STARRS                 |
| 774248 | 2003 FL2                 | 23 marzo 2003     | L. Kotková                 |
| 774249 | 2003 FE13                | 23 marzo 2003     | Spacewatch                 |
| 774250 | 2003 FY123               | 12 marzo 2003     | Spacewatch                 |
| 774251 | 2003 FK137               | 23 marzo 2003     | SDSS                       |
| 774252 | 2003 GO56                | 10 aprile 2003    | Spacewatch                 |
| 774253 | 2003 GM57                | 21 marzo 2020     | Pan-STARRS                 |
| 774254 | 2003 GH63                | 18 ottobre 2009   | Mount Lemmon Survey        |
| 774255 | 2003 GY63                | 7 novembre 2012   | Pan-STARRS                 |
| 774256 | 2003 GD66                | 5 aprile 2003     | Spacewatch                 |
| 774257 | 2003 GE66                | 7 aprile 2003     | Spacewatch                 |
| 774258 | 2003 HG62                | 14 aprile 2016    | Pan-STARRS                 |
| 774259 | 2003 HC64                | 26 aprile 2003    | Spacewatch                 |
| 774260 | 2003 HY65                | 9 gennaio 2019    | Pan-STARRS                 |
| 774261 | 2003 JA11                | 5 aprile 2003     | Spacewatch                 |
| 774262 | 2003 JN18                | 3 maggio 2003     | Spacewatch                 |
| 774263 | 2003 KK20                | 31 maggio 2003    | Spacewatch                 |
| 774264 | 2003 KW20                | 30 maggio 2003    | DES                        |
| 774265 | 2003 KC27                | 31 maggio 2003    | DES                        |
| 774266 | 2003 KR37                | 15 luglio 2013    | Pan-STARRS                 |
| 774267 | 2003 KF38                | 1 aprile 2016     | Pan-STARRS                 |
| 774268 | 2003 KA40                | 25 agosto 2014    | Pan-STARRS                 |
| 774269 | 2003 KC40                | 12 gennaio 2016   | Pan-STARRS                 |
| 774270 | 2003 LZ10                | 3 aprile 2008     | Spacewatch                 |
| 774271 | 2003 NM5                 | 6 luglio 2003     | W. H. Ryan, C. T. Martinez |
| 774272 | 2003 QS31                | 4 agosto 2003     | Spacewatch                 |
| 774273 | 2003 QM97                | 30 agosto 2003    | Spacewatch                 |
| 774274 | 2003 QC98                | 30 agosto 2003    | Spacewatch                 |
| 774275 | 2003 QG121               | 10 ottobre 1999   | Spacewatch                 |
| 774276 | 2003 QK121               | 26 novembre 2012  | Mount Lemmon Survey        |
| 774277 | 2003 QQ121               | 22 ottobre 2012   | Spacewatch                 |
| 774278 | 2003 QP124               | 25 agosto 2003    | DES                        |
| 774279 | 2003 QV124               | 18 gennaio 2015   | Mount Lemmon Survey        |
| 774280 | 2003 QQ125               | 15 marzo 2021     | Pan-STARRS                 |
| 774281 | 2003 QM126               | 16 febbraio 2012  | Pan-STARRS                 |
| 774282 | 2003 RR28                | 4 settembre 2003  | Spacewatch                 |
| 774283 | 2003 SV8                 | 17 settembre 2003 | Spacewatch                 |
| 774284 | 2003 SB80                | 19 settembre 2003 | Spacewatch                 |
| 774285 | 2003 SF239               | 18 settembre 2003 | Spacewatch                 |
| 774286 | 2003 SQ239               | 18 settembre 2003 | Spacewatch                 |
| 774287 | 2003 SS330               | 2 ottobre 2003    | Spacewatch                 |
| 774288 | 2003 SS336               | 20 ottobre 2003   | Spacewatch                 |
| 774289 | 2003 SY348               | 18 settembre 2003 | Spacewatch                 |
| 774290 | 2003 SP359               | 21 settembre 2003 | Spacewatch                 |
| 774291 | 2003 SG360               | 21 settembre 2003 | Spacewatch                 |
| 774292 | 2003 SW367               | 26 settembre 2003 | SDSS                       |
| 774293 | 2003 SV369               | 27 settembre 2003 | Spacewatch                 |
| 774294 | 2003 SX378               | 28 settembre 2003 | Spacewatch                 |
| 774295 | 2003 SU383               | 30 settembre 2003 | Spacewatch                 |
| 774296 | 2003 SH386               | 26 settembre 2003 | SDSS                       |
| 774297 | 2003 SH400               | 26 settembre 2003 | SDSS                       |
| 774298 | 2003 SS409               | 28 settembre 2003 | SDSS                       |
| 774299 | 2003 ST412               | 18 settembre 2003 | Spacewatch                 |
| 774300 | 2003 SQ425               | 26 settembre 2003 | SDSS                       |

## 774301–774400
| Nome   | Designazione provvisoria | Data di scoperta  | Scopritore          |
| ------ | ------------------------ | ----------------- | ------------------- |
| 774301 | 2003 SS443               | 27 settembre 2008 | Mount Lemmon Survey |
| 774302 | 2003 SY444               | 25 settembre 2012 | Mount Lemmon Survey |
| 774303 | 2003 SB448               | 28 settembre 2003 | SDSS                |
| 774304 | 2003 SK448               | 31 agosto 2011    | Pan-STARRS          |
| 774305 | 2003 SO448               | 21 settembre 2003 | Spacewatch          |
| 774306 | 2003 SK449               | 19 settembre 2003 | Spacewatch          |
| 774307 | 2003 SQ452               | 16 settembre 2003 | Spacewatch          |
| 774308 | 2003 SL454               | 21 settembre 2011 | Pan-STARRS          |
| 774309 | 2003 SY454               | 21 settembre 2003 | Spacewatch          |
| 774310 | 2003 SX458               | 5 febbraio 2011   | Mount Lemmon Survey |
| 774311 | 2003 SZ462               | 8 febbraio 2016   | Mount Lemmon Survey |
| 774312 | 2003 SB463               | 28 settembre 2003 | Spacewatch          |
| 774313 | 2003 SD463               | 15 ottobre 2012   | Pan-STARRS          |
| 774314 | 2003 SJ463               | 14 ottobre 2013   | Mount Lemmon Survey |
| 774315 | 2003 SS465               | 22 settembre 2003 | Spacewatch          |
| 774316 | 2003 SS470               | 16 settembre 2003 | Spacewatch          |
| 774317 | 2003 SO475               | 19 settembre 2003 | Spacewatch          |
| 774318 | 2003 SK476               | 18 settembre 2003 | Spacewatch          |
| 774319 | 2003 SP476               | 28 settembre 2003 | Spacewatch          |
| 774320 | 2003 TR1                 | 3 ottobre 2003    | Spacewatch          |
| 774321 | 2003 TS32                | 1 ottobre 2003    | Spacewatch          |
| 774322 | 2003 TF62                | 21 dicembre 2008  | Spacewatch          |
| 774323 | 2003 TL64                | 6 settembre 2015  | Spacewatch          |
| 774324 | 2003 UM44                | 1 ottobre 2003    | Spacewatch          |
| 774325 | 2003 UC84                | 18 ottobre 2003   | Spacewatch          |
| 774326 | 2003 UV97                | 19 ottobre 2003   | Spacewatch          |
| 774327 | 2003 UF114               | 29 ottobre 1999   | Spacewatch          |
| 774328 | 2003 US124               | 20 ottobre 2003   | Spacewatch          |
| 774329 | 2003 UB154               | 19 ottobre 2003   | Spacewatch          |
| 774330 | 2003 UM154               | 20 ottobre 2003   | Spacewatch          |
| 774331 | 2003 UN289               | 19 ottobre 2003   | Spacewatch          |
| 774332 | 2003 UL301               | 17 ottobre 2003   | Spacewatch          |
| 774333 | 2003 UG323               | 29 settembre 2003 | Spacewatch          |
| 774334 | 2003 UZ324               | 17 ottobre 2003   | SDSS                |
| 774335 | 2003 UY333               | 29 settembre 2003 | Spacewatch          |
| 774336 | 2003 UJ336               | 18 ottobre 2003   | SDSS                |
| 774337 | 2003 UW348               | 19 ottobre 2003   | SDSS                |
| 774338 | 2003 UN358               | 19 ottobre 2003   | Spacewatch          |
| 774339 | 2003 UP358               | 19 ottobre 2003   | Spacewatch          |
| 774340 | 2003 UR363               | 20 ottobre 2003   | Spacewatch          |
| 774341 | 2003 US365               | 20 ottobre 2003   | Spacewatch          |
| 774342 | 2003 UB371               | 7 giugno 2003     | Spacewatch          |
| 774343 | 2003 UH380               | 21 settembre 2003 | Spacewatch          |
| 774344 | 2003 UZ384               | 22 ottobre 2003   | SDSS                |
| 774345 | 2003 UW386               | 23 ottobre 2003   | Spacewatch          |
| 774346 | 2003 UQ389               | 22 ottobre 2003   | SDSS                |
| 774347 | 2003 UY394               | 22 ottobre 2003   | SDSS                |
| 774348 | 2003 UH399               | 22 ottobre 2003   | SDSS                |
| 774349 | 2003 UH424               | 15 novembre 2003  | Spacewatch          |
| 774350 | 2003 UW425               | 17 marzo 2013     | Mount Lemmon Survey |
| 774351 | 2003 UV428               | 14 gennaio 2011   | Mount Lemmon Survey |
| 774352 | 2003 UZ428               | 30 gennaio 2009   | Spacewatch          |
| 774353 | 2003 UO430               | 16 dicembre 1995  | Spacewatch          |
| 774354 | 2003 UV435               | 5 settembre 2008  | Spacewatch          |
| 774355 | 2003 UN436               | 20 settembre 2011 | Mount Lemmon Survey |
| 774356 | 2003 UR436               | 22 ottobre 2003   | Spacewatch          |
| 774357 | 2003 UA437               | 25 ottobre 2014   | Pan-STARRS          |
| 774358 | 2003 UN437               | 26 agosto 2012    | Pan-STARRS          |
| 774359 | 2003 UR439               | 11 luglio 2018    | Pan-STARRS          |
| 774360 | 2003 UV439               | 24 febbraio 2009  | Spacewatch          |
| 774361 | 2003 UE440               | 13 aprile 2012    | Pan-STARRS          |
| 774362 | 2003 UL442               | 10 ottobre 2007   | Mount Lemmon Survey |
| 774363 | 2003 UR442               | 10 maggio 2015    | Mount Lemmon Survey |
| 774364 | 2003 UU442               | 19 ottobre 2003   | Spacewatch          |
| 774365 | 2003 UW442               | 20 aprile 2017    | Pan-STARRS          |
| 774366 | 2003 UC443               | 9 febbraio 2016   | Pan-STARRS          |
| 774367 | 2003 UE444               | 23 ottobre 2003   | DES                 |
| 774368 | 2003 UA447               | 22 ottobre 2003   | SDSS                |
| 774369 | 2003 UG450               | 29 ottobre 2003   | Spacewatch          |
| 774370 | 2003 UE451               | 22 ottobre 2003   | DES                 |
| 774371 | 2003 WW83                | 21 novembre 2003  | Spacewatch          |
| 774372 | 2003 WD84                | 21 novembre 2003  | Spacewatch          |
| 774373 | 2003 WW105               | 13 gennaio 2013   | Mount Lemmon Survey |
| 774374 | 2003 WE173               | 16 novembre 2003  | Spacewatch          |
| 774375 | 2003 WC179               | 20 novembre 2003  | DES                 |
| 774376 | 2003 WR185               | 21 novembre 2003  | DES                 |
| 774377 | 2003 WS204               | 20 novembre 2003  | Spacewatch          |
| 774378 | 2003 WA207               | 1 dicembre 2003   | Spacewatch          |
| 774379 | 2003 WO207               | 20 novembre 2003  | SDSS                |
| 774380 | 2003 WR207               | 19 maggio 2012    | Mount Lemmon Survey |
| 774381 | 2003 WC209               | 3 novembre 2015   | Mount Lemmon Survey |
| 774382 | 2003 WP209               | 16 dicembre 2014  | Pan-STARRS          |
| 774383 | 2003 WF210               | 29 settembre 2008 | Mount Lemmon Survey |
| 774384 | 2003 WZ210               | 2 gennaio 2009    | Spacewatch          |
| 774385 | 2003 WO211               | 27 gennaio 2017   | Pan-STARRS          |
| 774386 | 2003 WJ212               | 11 aprile 2010    | Spacewatch          |
| 774387 | 2003 WY213               | 20 gennaio 2015   | Pan-STARRS          |
| 774388 | 2003 WA214               | 17 ottobre 2014   | Mount Lemmon Survey |
| 774389 | 2003 WC217               | 1 giugno 2019     | Pan-STARRS          |
| 774390 | 2003 WO218               | 29 novembre 2003  | Spacewatch          |
| 774391 | 2003 XT44                | 23 novembre 2014  | Mount Lemmon Survey |
| 774392 | 2003 XD45                | 22 novembre 2012  | Spacewatch          |
| 774393 | 2003 XL46                | 10 febbraio 2016  | Pan-STARRS          |
| 774394 | 2003 YV1                 | 18 dicembre 2003  | LINEAR              |
| 774395 | 2003 YD53                | 19 novembre 2003  | Spacewatch          |
| 774396 | 2003 YV141               | 28 dicembre 2003  | LINEAR              |
| 774397 | 2004 BD86                | 18 gennaio 2004   | NEAT                |
| 774398 | 2004 BZ152               | 2 novembre 2007   | Spacewatch          |
| 774399 | 2004 BC153               | 9 settembre 2015  | Pan-STARRS          |
| 774400 | 2004 BA166               | 7 novembre 2007   | Spacewatch          |

## 774401–774500
| Nome   | Designazione provvisoria | Data di scoperta  | Scopritore                 |
| ------ | ------------------------ | ----------------- | -------------------------- |
| 774401 | 2004 BS167               | 11 agosto 2002    | DES                        |
| 774402 | 2004 BV167               | 18 ottobre 2007   | Spacewatch                 |
| 774403 | 2004 BW167               | 29 dicembre 2014  | Pan-STARRS                 |
| 774404 | 2004 BN168               | 16 aprile 2013    | Spacewatch                 |
| 774405 | 2004 BO170               | 24 settembre 2011 | Pan-STARRS                 |
| 774406 | 2004 BV170               | 25 ottobre 2011   | Pan-STARRS                 |
| 774407 | 2004 BA171               | 22 febbraio 2017  | Mount Lemmon Survey        |
| 774408 | 2004 BH171               | 31 gennaio 2004   | SDSS                       |
| 774409 | 2004 BJ171               | 5 marzo 2017      | Pan-STARRS                 |
| 774410 | 2004 BR173               | 17 novembre 2007  | Spacewatch                 |
| 774411 | 2004 BL174               | 31 gennaio 2004   | SDSS                       |
| 774412 | 2004 CA10                | 11 febbraio 2004  | Spacewatch                 |
| 774413 | 2004 CO15                | 11 febbraio 2004  | Spacewatch                 |
| 774414 | 2004 CX28                | 19 gennaio 2004   | Spacewatch                 |
| 774415 | 2004 CG33                | 28 gennaio 2004   | Spacewatch                 |
| 774416 | 2004 CL117               | 17 agosto 2017    | Pan-STARRS                 |
| 774417 | 2004 CR134               | 22 agosto 2014    | Pan-STARRS                 |
| 774418 | 2004 CZ134               | 26 gennaio 2017   | Mount Lemmon Survey        |
| 774419 | 2004 CR135               | 26 aprile 2017    | Pan-STARRS                 |
| 774420 | 2004 DG25                | 19 febbraio 2004  | LINEAR                     |
| 774421 | 2004 DT55                | 12 febbraio 2004  | Spacewatch                 |
| 774422 | 2004 DZ68                | 26 febbraio 2004  | DES                        |
| 774423 | 2004 DZ71                | 16 febbraio 2004  | Spacewatch                 |
| 774424 | 2004 DW83                | 22 gennaio 2015   | Pan-STARRS                 |
| 774425 | 2004 DP84                | 16 ottobre 2007   | Mount Lemmon Survey        |
| 774426 | 2004 DQ84                | 14 dicembre 2015  | Pan-STARRS                 |
| 774427 | 2004 DL86                | 23 aprile 2009    | Spacewatch                 |
| 774428 | 2004 DG87                | 6 febbraio 2014   | Mount Lemmon Survey        |
| 774429 | 2004 DR87                | 15 febbraio 2013  | Pan-STARRS                 |
| 774430 | 2004 DT89                | 29 febbraio 2004  | Spacewatch                 |
| 774431 | 2004 EJ26                | 14 marzo 2004     | Spacewatch                 |
| 774432 | 2004 ER29                | 15 marzo 2004     | Spacewatch                 |
| 774433 | 2004 ET29                | 15 marzo 2004     | Spacewatch                 |
| 774434 | 2004 EY29                | 15 marzo 2004     | Spacewatch                 |
| 774435 | 2004 EN44                | 14 marzo 2004     | Spacewatch                 |
| 774436 | 2004 EC49                | 15 marzo 2004     | Spacewatch                 |
| 774437 | 2004 ED85                | 26 febbraio 2004  | LINEAR                     |
| 774438 | 2004 EG103               | 15 marzo 2004     | Spacewatch                 |
| 774439 | 2004 ER106               | 15 marzo 2004     | Spacewatch                 |
| 774440 | 2004 EL109               | 15 marzo 2004     | Spacewatch                 |
| 774441 | 2004 FS9                 | 16 marzo 2004     | Spacewatch                 |
| 774442 | 2004 FZ16                | 16 marzo 2004     | D. D. Balam                |
| 774443 | 2004 FC17                | 16 marzo 2004     | D. D. Balam                |
| 774444 | 2004 FZ35                | 15 marzo 2004     | Spacewatch                 |
| 774445 | 2004 FJ99                | 21 marzo 2004     | Spacewatch                 |
| 774446 | 2004 FT100               | 23 marzo 2004     | Spacewatch                 |
| 774447 | 2004 FA155               | 17 marzo 2004     | Spacewatch                 |
| 774448 | 2004 FL168               | 16 marzo 2004     | SDSS                       |
| 774449 | 2004 FJ172               | 31 dicembre 2007  | Mount Lemmon Survey        |
| 774450 | 2004 FW172               | 9 settembre 2015  | Pan-STARRS                 |
| 774451 | 2004 FT174               | 1 settembre 2017  | Mount Lemmon Survey        |
| 774452 | 2004 FO176               | 6 dicembre 2015   | Mount Lemmon Survey        |
| 774453 | 2004 FX176               | 21 agosto 2015    | Pan-STARRS                 |
| 774454 | 2004 FQ177               | 6 novembre 2015   | Mount Lemmon Survey        |
| 774455 | 2004 FR177               | 1 ottobre 2005    | CSS                        |
| 774456 | 2004 FA178               | 17 marzo 2004     | Spacewatch                 |
| 774457 | 2004 FB178               | 31 marzo 2004     | Spacewatch                 |
| 774458 | 2004 GQ8                 | 12 aprile 2004    | Spacewatch                 |
| 774459 | 2004 GJ35                | 13 aprile 2004    | Spacewatch                 |
| 774460 | 2004 GM55                | 13 aprile 2004    | Spacewatch                 |
| 774461 | 2004 GP56                | 13 aprile 2004    | Spacewatch                 |
| 774462 | 2004 GR56                | 13 aprile 2004    | Spacewatch                 |
| 774463 | 2004 GA65                | 13 aprile 2004    | Spacewatch                 |
| 774464 | 2004 GK67                | 13 aprile 2004    | Spacewatch                 |
| 774465 | 2004 GC90                | 16 aprile 2013    | Pan-STARRS                 |
| 774466 | 2004 GS90                | 2 agosto 2016     | Pan-STARRS                 |
| 774467 | 2004 GA92                | 17 marzo 2015     | Pan-STARRS                 |
| 774468 | 2004 HX16                | 16 aprile 2004    | Spacewatch                 |
| 774469 | 2004 HC42                | 20 aprile 2004    | Spacewatch                 |
| 774470 | 2004 HC46                | 21 aprile 2004    | SSS                        |
| 774471 | 2004 HT60                | 13 aprile 2004    | Spacewatch                 |
| 774472 | 2004 HL77                | 26 aprile 2004    | P. A. Wiegert, D. D. Balam |
| 774473 | 2004 HB82                | 28 febbraio 2008  | Mount Lemmon Survey        |
| 774474 | 2004 HC82                | 24 novembre 2014  | Pan-STARRS                 |
| 774475 | 2004 HE82                | 25 aprile 2004    | Spacewatch                 |
| 774476 | 2004 HB84                | 1 novembre 2005   | Mount Lemmon Survey        |
| 774477 | 2004 HE85                | 13 maggio 2016    | Pan-STARRS                 |
| 774478 | 2004 HL85                | 21 aprile 2004    | Spacewatch                 |
| 774479 | 2004 HB86                | 24 aprile 2004    | Spacewatch                 |
| 774480 | 2004 JO9                 | 13 maggio 2004    | Spacewatch                 |
| 774481 | 2004 JH48                | 13 maggio 2004    | Spacewatch                 |
| 774482 | 2004 JC49                | 13 maggio 2004    | Spacewatch                 |
| 774483 | 2004 JQ57                | 8 marzo 2008      | Mount Lemmon Survey        |
| 774484 | 2004 JS58                | 14 maggio 2004    | Spacewatch                 |
| 774485 | 2004 KP20                | 19 maggio 2004    | Spacewatch                 |
| 774486 | 2004 LJ33                | 15 giugno 2004    | Spacewatch                 |
| 774487 | 2004 MT3                 | 19 giugno 2004    | Spacewatch                 |
| 774488 | 2004 MH9                 | 15 febbraio 2012  | Pan-STARRS                 |
| 774489 | 2004 MW9                 | 3 gennaio 2016    | Pan-STARRS                 |
| 774490 | 2004 NZ17                | 14 luglio 2004    | LINEAR                     |
| 774491 | 2004 NJ18                | 14 luglio 2004    | LINEAR                     |
| 774492 | 2004 NE34                | 13 dicembre 2015  | Pan-STARRS                 |
| 774493 | 2004 OC17                | 18 settembre 2009 | Spacewatch                 |
| 774494 | 2004 PT30                | 8 agosto 2004     | LINEAR                     |
| 774495 | 2004 PX32                | 8 agosto 2004     | LINEAR                     |
| 774496 | 2004 PE41                | 9 agosto 2004     | SSS                        |
| 774497 | 2004 PO93                | 9 agosto 2004     | LINEAR                     |
| 774498 | 2004 PQ114               | 12 agosto 2004    | LINEAR                     |
| 774499 | 2004 PG119               | 13 agosto 2004    | DES                        |
| 774500 | 2004 PL119               | 13 agosto 2004    | DES                        |

## 774501–774600
| Nome   | Designazione provvisoria | Data di scoperta  | Scopritore                  |
| ------ | ------------------------ | ----------------- | --------------------------- |
| 774501 | 2004 PE122               | 8 agosto 2018     | Pan-STARRS                  |
| 774502 | 2004 PF122               | 11 marzo 2014     | Mount Lemmon Survey         |
| 774503 | 2004 QT10                | 22 luglio 2004    | LONEOS                      |
| 774504 | 2004 QV23                | 22 agosto 2004    | C. Veillet                  |
| 774505 | 2004 QK28                | 25 agosto 2004    | Spacewatch                  |
| 774506 | 2004 QR34                | 17 settembre 2009 | Spacewatch                  |
| 774507 | 2004 QE35                | 9 settembre 2013  | Pan-STARRS                  |
| 774508 | 2004 QL36                | 25 agosto 2004    | Spacewatch                  |
| 774509 | 2004 QT37                | 20 marzo 2021     | Mount Lemmon Survey         |
| 774510 | 2004 QN38                | 23 agosto 2004    | Spacewatch                  |
| 774511 | 2004 QH39                | 23 agosto 2004    | Spacewatch                  |
| 774512 | 2004 RU35                | 7 settembre 2004  | LINEAR                      |
| 774513 | 2004 RJ94                | 8 settembre 2004  | LINEAR                      |
| 774514 | 2004 RJ128               | 7 settembre 2004  | Spacewatch                  |
| 774515 | 2004 RA173               | 9 settembre 2004  | Spacewatch                  |
| 774516 | 2004 RC209               | 11 settembre 2004 | LINEAR                      |
| 774517 | 2004 RT223               | 8 settembre 2004  | LINEAR                      |
| 774518 | 2004 RK227               | 9 settembre 2004  | Spacewatch                  |
| 774519 | 2004 RC237               | 10 settembre 2004 | Spacewatch                  |
| 774520 | 2004 RN238               | 10 settembre 2004 | Spacewatch                  |
| 774521 | 2004 RM257               | 11 settembre 2004 | Spacewatch                  |
| 774522 | 2004 RK261               | 10 settembre 2004 | Spacewatch                  |
| 774523 | 2004 RZ267               | 11 settembre 2004 | Spacewatch                  |
| 774524 | 2004 RR273               | 11 settembre 2004 | Spacewatch                  |
| 774525 | 2004 RZ295               | 11 settembre 2004 | Spacewatch                  |
| 774526 | 2004 RY296               | 11 settembre 2004 | Spacewatch                  |
| 774527 | 2004 RR299               | 11 settembre 2004 | Spacewatch                  |
| 774528 | 2004 RT326               | 13 settembre 2004 | Spacewatch                  |
| 774529 | 2004 RQ350               | 16 settembre 2004 | Spacewatch                  |
| 774530 | 2004 RT351               | 16 settembre 2004 | Spacewatch                  |
| 774531 | 2004 RL355               | 12 settembre 2004 | P. A. Wiegert, S. Popa      |
| 774532 | 2004 RM360               | 5 ottobre 2013    | Pan-STARRS                  |
| 774533 | 2004 RT360               | 19 settembre 2014 | Pan-STARRS                  |
| 774534 | 2004 RX361               | 15 settembre 2009 | Spacewatch                  |
| 774535 | 2004 RN362               | 15 luglio 2013    | Pan-STARRS                  |
| 774536 | 2004 RK366               | 11 settembre 2004 | Spacewatch                  |
| 774537 | 2004 RL367               | 3 settembre 2013  | Pan-STARRS                  |
| 774538 | 2004 SN7                 | 17 settembre 2004 | Spacewatch                  |
| 774539 | 2004 SL35                | 17 settembre 2004 | Spacewatch                  |
| 774540 | 2004 SB43                | 18 settembre 2004 | LINEAR                      |
| 774541 | 2004 TU25                | 4 ottobre 2004    | Spacewatch                  |
| 774542 | 2004 TZ63                | 5 ottobre 2004    | Spacewatch                  |
| 774543 | 2004 TU70                | 6 ottobre 2004    | Spacewatch                  |
| 774544 | 2004 TZ86                | 5 ottobre 2004    | Spacewatch                  |
| 774545 | 2004 TB147               | 6 ottobre 2004    | Spacewatch                  |
| 774546 | 2004 TY147               | 6 ottobre 2004    | Spacewatch                  |
| 774547 | 2004 TP154               | 23 settembre 2004 | Spacewatch                  |
| 774548 | 2004 TC165               | 7 ottobre 2004    | Spacewatch                  |
| 774549 | 2004 TV189               | 7 ottobre 2004    | Spacewatch                  |
| 774550 | 2004 TZ213               | 9 ottobre 2004    | Spacewatch                  |
| 774551 | 2004 TN229               | 8 ottobre 2004    | Spacewatch                  |
| 774552 | 2004 TQ257               | 9 ottobre 2004    | Spacewatch                  |
| 774553 | 2004 TY268               | 9 ottobre 2004    | Spacewatch                  |
| 774554 | 2004 TM286               | 8 ottobre 2004    | Spacewatch                  |
| 774555 | 2004 TH307               | 10 ottobre 2004   | LINEAR                      |
| 774556 | 2004 TP307               | 10 ottobre 2004   | Spacewatch                  |
| 774557 | 2004 TP309               | 10 ottobre 2004   | Spacewatch                  |
| 774558 | 2004 TQ352               | 11 ottobre 2004   | DES                         |
| 774559 | 2004 TW371               | 15 ottobre 2004   | Mount Lemmon Survey         |
| 774560 | 2004 TL374               | 14 settembre 2013 | Mount Lemmon Survey         |
| 774561 | 2004 TL377               | 23 ottobre 2013   | Mount Lemmon Survey         |
| 774562 | 2004 TS377               | 15 settembre 2009 | Spacewatch                  |
| 774563 | 2004 TB378               | 2 marzo 2011      | Spacewatch                  |
| 774564 | 2004 TZ380               | 15 ottobre 2004   | DES                         |
| 774565 | 2004 VQ97                | 9 novembre 2004   | C. Veillet                  |
| 774566 | 2004 VP102               | 9 novembre 2004   | C. Veillet                  |
| 774567 | 2004 VQ102               | 9 novembre 2004   | C. Veillet                  |
| 774568 | 2004 VM106               | 10 ottobre 2004   | DES                         |
| 774569 | 2004 VV107               | 9 novembre 2004   | C. Veillet                  |
| 774570 | 2004 VN115               | 9 novembre 2004   | P. A. Wiegert, A. Papadimos |
| 774571 | 2004 VD133               | 29 gennaio 2011   | Mount Lemmon Survey         |
| 774572 | 2004 VE134               | 23 settembre 2008 | Mount Lemmon Survey         |
| 774573 | 2004 VN136               | 21 novembre 2017  | Pan-STARRS                  |
| 774574 | 2004 VJ139               | 2 agosto 2016     | Pan-STARRS                  |
| 774575 | 2004 WG13                | 2 agosto 2016     | Pan-STARRS                  |
| 774576 | 2004 XE59                | 10 dicembre 2004  | Spacewatch                  |
| 774577 | 2004 XT195               | 16 novembre 2009  | Spacewatch                  |
| 774578 | 2004 YE8                 | 4 novembre 2004   | Spacewatch                  |
| 774579 | 2005 AC49                | 13 gennaio 2005   | Spacewatch                  |
| 774580 | 2005 AF85                | 22 gennaio 2015   | Pan-STARRS                  |
| 774581 | 2005 BK30                | 16 gennaio 2005   | C. Veillet                  |
| 774582 | 2005 BR42                | 16 gennaio 2005   | C. Veillet                  |
| 774583 | 2005 BV43                | 16 gennaio 2005   | C. Veillet                  |
| 774584 | 2005 BB45                | 16 gennaio 2005   | C. Veillet                  |
| 774585 | 2005 BT45                | 16 gennaio 2005   | C. Veillet                  |
| 774586 | 2005 BY52                | 2 agosto 2016     | Pan-STARRS                  |
| 774587 | 2005 BD56                | 16 gennaio 2005   | Spacewatch                  |
| 774588 | 2005 BO56                | 16 gennaio 2005   | CSS                         |
| 774589 | 2005 BQ56                | 1 gennaio 2009    | Spacewatch                  |
| 774590 | 2005 BY56                | 15 agosto 2013    | Pan-STARRS                  |
| 774591 | 2005 BE57                | 17 gennaio 2016   | Pan-STARRS                  |
| 774592 | 2005 BQ57                | 8 agosto 2018     | Pan-STARRS                  |
| 774593 | 2005 CC16                | 2 febbraio 2005   | LINEAR                      |
| 774594 | 2005 CT29                | 1 febbraio 2005   | Spacewatch                  |
| 774595 | 2005 CQ55                | 4 febbraio 2005   | Mount Lemmon Survey         |
| 774596 | 2005 CG70                | 8 febbraio 2005   | C. Veillet                  |
| 774597 | 2005 CV84                | 11 marzo 2016     | Pan-STARRS                  |
| 774598 | 2005 CK88                | 9 agosto 2013     | Pan-STARRS                  |
| 774599 | 2005 CN90                | 14 febbraio 2005  | Spacewatch                  |
| 774600 | 2005 ED6                 | 1 marzo 2005      | Spacewatch                  |

## 774601–774700
| Nome   | Designazione provvisoria | Data di scoperta  | Scopritore          |
| ------ | ------------------------ | ----------------- | ------------------- |
| 774601 | 2005 ET15                | 3 marzo 2005      | Spacewatch          |
| 774602 | 2005 EQ43                | 3 marzo 2005      | Spacewatch          |
| 774603 | 2005 EF64                | 4 marzo 2005      | Mount Lemmon Survey |
| 774604 | 2005 EF114               | 4 marzo 2005      | Mount Lemmon Survey |
| 774605 | 2005 EP120               | 4 febbraio 2005   | Spacewatch          |
| 774606 | 2005 EO132               | 9 marzo 2005      | Spacewatch          |
| 774607 | 2005 EL195               | 11 marzo 2005     | Mount Lemmon Survey |
| 774608 | 2005 EP255               | 11 marzo 2005     | Mount Lemmon Survey |
| 774609 | 2005 EN274               | 18 gennaio 2016   | Pan-STARRS          |
| 774610 | 2005 EL294               | 3 novembre 2007   | Spacewatch          |
| 774611 | 2005 EY329               | 3 marzo 2005      | Spacewatch          |
| 774612 | 2005 ED338               | 28 ottobre 2008   | Spacewatch          |
| 774613 | 2005 EH338               | 7 novembre 2008   | Mount Lemmon Survey |
| 774614 | 2005 EK339               | 10 marzo 2005     | Mount Lemmon Survey |
| 774615 | 2005 EX339               | 11 marzo 2005     | Spacewatch          |
| 774616 | 2005 EL342               | 25 ottobre 2008   | Mount Lemmon Survey |
| 774617 | 2005 EC343               | 12 settembre 2007 | Mount Lemmon Survey |
| 774618 | 2005 EU343               | 5 aprile 2014     | Pan-STARRS          |
| 774619 | 2005 EW345               | 17 gennaio 2016   | Pan-STARRS          |
| 774620 | 2005 EZ345               | 14 gennaio 2015   | Pan-STARRS          |
| 774621 | 2005 EC346               | 20 ottobre 2016   | Mount Lemmon Survey |
| 774622 | 2005 EM347               | 11 marzo 2005     | Mount Lemmon Survey |
| 774623 | 2005 EP347               | 10 marzo 2005     | Mount Lemmon Survey |
| 774624 | 2005 EQ351               | 8 marzo 2005      | Mount Lemmon Survey |
| 774625 | 2005 FZ15                | 17 novembre 2014  | Pan-STARRS          |
| 774626 | 2005 FR16                | 11 marzo 2005     | Mount Lemmon Survey |
| 774627 | 2005 FB21                | 16 marzo 2005     | Spacewatch          |
| 774628 | 2005 GY23                | 11 marzo 2005     | DES                 |
| 774629 | 2005 GG32                | 4 aprile 2005     | Mount Lemmon Survey |
| 774630 | 2005 GG40                | 13 marzo 2005     | Mount Lemmon Survey |
| 774631 | 2005 GY65                | 30 giugno 2021    | Pan-STARRS          |
| 774632 | 2005 GG85                | 10 marzo 2016     | Pan-STARRS          |
| 774633 | 2005 GB98                | 7 aprile 2005     | Mount Lemmon Survey |
| 774634 | 2005 GR105               | 10 aprile 2005    | Spacewatch          |
| 774635 | 2005 GD121               | 5 aprile 2005     | Mount Lemmon Survey |
| 774636 | 2005 GP131               | 10 aprile 2005    | Spacewatch          |
| 774637 | 2005 GZ142               | 11 marzo 2005     | Mount Lemmon Survey |
| 774638 | 2005 GJ143               | 10 aprile 2005    | Spacewatch          |
| 774639 | 2005 GV185               | 10 aprile 2005    | DES                 |
| 774640 | 2005 GS187               | 12 aprile 2005    | DES                 |
| 774641 | 2005 GC190               | 10 marzo 2005     | Mount Lemmon Survey |
| 774642 | 2005 GD192               | 12 aprile 2005    | DES                 |
| 774643 | 2005 GH194               | 10 aprile 2005    | DES                 |
| 774644 | 2005 GE197               | 10 aprile 2005    | DES                 |
| 774645 | 2005 GN199               | 10 aprile 2005    | DES                 |
| 774646 | 2005 GS205               | 11 aprile 2005    | DES                 |
| 774647 | 2005 GB223               | 10 aprile 2005    | Mount Lemmon Survey |
| 774648 | 2005 GB230               | 4 aprile 2005     | Mount Lemmon Survey |
| 774649 | 2005 GE233               | 19 marzo 2013     | Pan-STARRS          |
| 774650 | 2005 GC235               | 19 novembre 2015  | Spacewatch          |
| 774651 | 2005 GP235               | 1 marzo 2009      | Spacewatch          |
| 774652 | 2005 GU235               | 19 ottobre 1998   | Spacewatch          |
| 774653 | 2005 GB237               | 30 gennaio 2017   | Pan-STARRS          |
| 774654 | 2005 GF241               | 6 aprile 2005     | Spacewatch          |
| 774655 | 2005 HD13                | 30 aprile 2005    | Spacewatch          |
| 774656 | 2005 JC9                 | 4 maggio 2005     | C. Veillet          |
| 774657 | 2005 JC11                | 4 maggio 2005     | C. Veillet          |
| 774658 | 2005 JH15                | 9 aprile 2005     | LONEOS              |
| 774659 | 2005 JM32                | 4 maggio 2005     | Spacewatch          |
| 774660 | 2005 JS39                | 7 maggio 2005     | Mount Lemmon Survey |
| 774661 | 2005 JR43                | 8 maggio 2005     | Spacewatch          |
| 774662 | 2005 JK47                | 3 maggio 2005     | Spacewatch          |
| 774663 | 2005 JN52                | 4 maggio 2005     | Spacewatch          |
| 774664 | 2005 JL102               | 9 maggio 2005     | Spacewatch          |
| 774665 | 2005 JB104               | 10 maggio 2005    | Mount Lemmon Survey |
| 774666 | 2005 JU158               | 6 maggio 2005     | Spacewatch          |
| 774667 | 2005 JP159               | 14 marzo 2005     | Mount Lemmon Survey |
| 774668 | 2005 JP164               | 10 maggio 2005    | Spacewatch          |
| 774669 | 2005 JO170               | 10 maggio 2005    | DES                 |
| 774670 | 2005 JP171               | 11 maggio 2005    | Mount Lemmon Survey |
| 774671 | 2005 JZ172               | 10 maggio 2005    | DES                 |
| 774672 | 2005 JD183               | 10 maggio 2005    | Mount Lemmon Survey |
| 774673 | 2005 JA190               | 20 ottobre 2011   | Mount Lemmon Survey |
| 774674 | 2005 JC192               | 13 maggio 2005    | Spacewatch          |
| 774675 | 2005 JJ192               | 25 marzo 2015     | Pan-STARRS          |
| 774676 | 2005 JK192               | 9 ottobre 2015    | Pan-STARRS          |
| 774677 | 2005 JQ192               | 19 aprile 2009    | Spacewatch          |
| 774678 | 2005 JR193               | 7 novembre 2012   | Pan-STARRS          |
| 774679 | 2005 JJ194               | 18 marzo 2013     | Mount Lemmon Survey |
| 774680 | 2005 JV194               | 3 maggio 2005     | Spacewatch          |
| 774681 | 2005 JY194               | 3 maggio 2005     | Spacewatch          |
| 774682 | 2005 JJ195               | 9 maggio 2005     | Mount Lemmon Survey |
| 774683 | 2005 JR195               | 13 maggio 2005    | Spacewatch          |
| 774684 | 2005 KD16                | 20 maggio 2005    | Mount Lemmon Survey |
| 774685 | 2005 LR33                | 10 giugno 2005    | Spacewatch          |
| 774686 | 2005 LC57                | 30 gennaio 2017   | Pan-STARRS          |
| 774687 | 2005 LD57                | 20 febbraio 2014  | Mount Lemmon Survey |
| 774688 | 2005 LF57                | 22 febbraio 2017  | Mount Lemmon Survey |
| 774689 | 2005 LD58                | 21 maggio 2014    | Pan-STARRS          |
| 774690 | 2005 LJ58                | 15 novembre 2006  | Mount Lemmon Survey |
| 774691 | 2005 LQ58                | 25 luglio 2014    | Pan-STARRS          |
| 774692 | 2005 LC60                | 20 maggio 2015    | CTIO-DECam          |
| 774693 | 2005 LN60                | 24 agosto 2017    | Pan-STARRS          |
| 774694 | 2005 LF61                | 24 gennaio 2014   | Pan-STARRS          |
| 774695 | 2005 MJ44                | 17 giugno 2005    | Spacewatch          |
| 774696 | 2005 MK55                | 17 giugno 2005    | Spacewatch          |
| 774697 | 2005 MS55                | 14 marzo 2013     | Spacewatch          |
| 774698 | 2005 MM56                | 28 ottobre 2014   | Pan-STARRS          |
| 774699 | 2005 MR56                | 16 giugno 2005    | Spacewatch          |
| 774700 | 2005 MD57                | 29 giugno 2005    | Spacewatch          |

## 774701–774800
| Nome   | Designazione provvisoria | Data di scoperta  | Scopritore                 |
| ------ | ------------------------ | ----------------- | -------------------------- |
| 774701 | 2005 NQ16                | 2 luglio 2005     | Spacewatch                 |
| 774702 | 2005 NR64                | 1 luglio 2005     | Spacewatch                 |
| 774703 | 2005 NU74                | 9 luglio 2005     | Spacewatch                 |
| 774704 | 2005 NG96                | 7 luglio 2005     | Spacewatch                 |
| 774705 | 2005 NS103               | 7 luglio 2005     | C. Veillet                 |
| 774706 | 2005 NE106               | 7 luglio 2005     | C. Veillet                 |
| 774707 | 2005 NF106               | 7 luglio 2005     | C. Veillet                 |
| 774708 | 2005 NH107               | 7 luglio 2005     | C. Veillet                 |
| 774709 | 2005 NB109               | 7 luglio 2005     | C. Veillet                 |
| 774710 | 2005 NK110               | 7 luglio 2005     | C. Veillet                 |
| 774711 | 2005 NK112               | 7 luglio 2005     | C. Veillet                 |
| 774712 | 2005 NE115               | 7 luglio 2005     | C. Veillet                 |
| 774713 | 2005 NN116               | 7 luglio 2005     | C. Veillet                 |
| 774714 | 2005 NP119               | 7 luglio 2005     | C. Veillet                 |
| 774715 | 2005 NQ119               | 7 luglio 2005     | C. Veillet                 |
| 774716 | 2005 NH121               | 7 luglio 2005     | C. Veillet                 |
| 774717 | 2005 NK121               | 7 luglio 2005     | C. Veillet                 |
| 774718 | 2005 NJ128               | 8 ottobre 2016    | Pan-STARRS                 |
| 774719 | 2005 NC135               | 16 aprile 2020    | Pan-STARRS                 |
| 774720 | 2005 PT22                | 8 agosto 2005     | DES                        |
| 774721 | 2005 PT27                | 10 agosto 2005    | P. A. Wiegert, D. D. Balam |
| 774722 | 2005 PZ31                | 8 agosto 2005     | DES                        |
| 774723 | 2005 PC32                | 1 ottobre 2010    | Mount Lemmon Survey        |
| 774724 | 2005 PX32                | 1 agosto 2005     | CINEOS                     |
| 774725 | 2005 QF102               | 31 agosto 2005    | Spacewatch                 |
| 774726 | 2005 QP110               | 30 agosto 2005    | Spacewatch                 |
| 774727 | 2005 QR118               | 28 agosto 2005    | Spacewatch                 |
| 774728 | 2005 QL123               | 28 agosto 2005    | Spacewatch                 |
| 774729 | 2005 QS123               | 28 agosto 2005    | Spacewatch                 |
| 774730 | 2005 QP134               | 28 agosto 2005    | Spacewatch                 |
| 774731 | 2005 QU174               | 31 agosto 2005    | Spacewatch                 |
| 774732 | 2005 QJ185               | 30 agosto 2005    | P. A. Wiegert              |
| 774733 | 2005 QU188               | 30 agosto 2005    | Spacewatch                 |
| 774734 | 2005 QM189               | 28 agosto 2005    | Spacewatch                 |
| 774735 | 2005 QY192               | 31 agosto 2005    | Spacewatch                 |
| 774736 | 2005 QU196               | 30 agosto 2005    | Spacewatch                 |
| 774737 | 2005 QE199               | 4 ottobre 2014    | Mount Lemmon Survey        |
| 774738 | 2005 QF200               | 29 dicembre 2011  | Mount Lemmon Survey        |
| 774739 | 2005 QX200               | 29 marzo 2017     | Pan-STARRS                 |
| 774740 | 2005 QM203               | 31 agosto 2005    | Spacewatch                 |
| 774741 | 2005 QC204               | 4 dicembre 2015   | Mount Lemmon Survey        |
| 774742 | 2005 QY206               | 28 agosto 2005    | Spacewatch                 |
| 774743 | 2005 QK207               | 29 agosto 2005    | Spacewatch                 |
| 774744 | 2005 QU207               | 31 agosto 2005    | Spacewatch                 |
| 774745 | 2005 QN209               | 13 febbraio 2008  | Mount Lemmon Survey        |
| 774746 | 2005 QQ210               | 30 agosto 2005    | Spacewatch                 |
| 774747 | 2005 QC211               | 8 agosto 2016     | Pan-STARRS                 |
| 774748 | 2005 RY14                | 1 settembre 2005  | Spacewatch                 |
| 774749 | 2005 RX17                | 1 settembre 2005  | Spacewatch                 |
| 774750 | 2005 RW31                | 13 settembre 2005 | Spacewatch                 |
| 774751 | 2005 RW34                | 3 settembre 2005  | C. Veillet                 |
| 774752 | 2005 RR48                | 3 settembre 2005  | P. A. Wiegert              |
| 774753 | 2005 RJ52                | 28 agosto 2005    | Spacewatch                 |
| 774754 | 2005 RU58                | 2 novembre 2015   | Pan-STARRS                 |
| 774755 | 2005 RG59                | 14 gennaio 2016   | Pan-STARRS                 |
| 774756 | 2005 RD63                | 1 settembre 2005  | Spacewatch                 |
| 774757 | 2005 SV8                 | 25 settembre 2005 | Spacewatch                 |
| 774758 | 2005 SA85                | 24 settembre 2005 | Spacewatch                 |
| 774759 | 2005 SD108               | 26 settembre 2005 | Spacewatch                 |
| 774760 | 2005 SL127               | 29 settembre 2005 | Mount Lemmon Survey        |
| 774761 | 2005 SR127               | 29 settembre 2005 | Mount Lemmon Survey        |
| 774762 | 2005 SM141               | 25 settembre 2005 | Spacewatch                 |
| 774763 | 2005 SU162               | 12 marzo 2002     | Spacewatch                 |
| 774764 | 2005 SN178               | 29 settembre 2005 | LONEOS                     |
| 774765 | 2005 SV184               | 29 settembre 2005 | Spacewatch                 |
| 774766 | 2005 SZ184               | 29 settembre 2005 | Spacewatch                 |
| 774767 | 2005 SR201               | 30 settembre 2005 | Spacewatch                 |
| 774768 | 2005 SD204               | 30 settembre 2005 | Spacewatch                 |
| 774769 | 2005 SQ212               | 30 settembre 2005 | Mount Lemmon Survey        |
| 774770 | 2005 SW217               | 30 settembre 2005 | Mount Lemmon Survey        |
| 774771 | 2005 SU225               | 13 settembre 2005 | Spacewatch                 |
| 774772 | 2005 SD246               | 30 settembre 2005 | Mount Lemmon Survey        |
| 774773 | 2005 SE249               | 30 settembre 2005 | Mount Lemmon Survey        |
| 774774 | 2005 SW259               | 25 settembre 2005 | Spacewatch                 |
| 774775 | 2005 SA267               | 29 settembre 2005 | Mount Lemmon Survey        |
| 774776 | 2005 SL292               | 29 settembre 2005 | Mount Lemmon Survey        |
| 774777 | 2005 SG296               | 27 settembre 2005 | Spacewatch                 |
| 774778 | 2005 SR298               | 25 settembre 2005 | Spacewatch                 |
| 774779 | 2005 SA299               | 30 settembre 2005 | Mount Lemmon Survey        |
| 774780 | 2005 SD300               | 29 settembre 2005 | Mount Lemmon Survey        |
| 774781 | 2005 SF304               | 25 settembre 2005 | Spacewatch                 |
| 774782 | 2005 SK305               | 26 settembre 2005 | Spacewatch                 |
| 774783 | 2005 TT8                 | 1 ottobre 2005    | Spacewatch                 |
| 774784 | 2005 TT11                | 1 ottobre 2005    | Mount Lemmon Survey        |
| 774785 | 2005 TU12                | 18 agosto 2018    | Pan-STARRS                 |
| 774786 | 2005 TZ30                | 1 ottobre 2005    | Spacewatch                 |
| 774787 | 2005 TB32                | 1 ottobre 2005    | Spacewatch                 |
| 774788 | 2005 TT38                | 1 ottobre 2005    | Mount Lemmon Survey        |
| 774789 | 2005 TJ65                | 1 ottobre 2005    | Spacewatch                 |
| 774790 | 2005 TP66                | 5 ottobre 2005    | Spacewatch                 |
| 774791 | 2005 TR83                | 3 ottobre 2005    | Spacewatch                 |
| 774792 | 2005 TH84                | 25 settembre 2005 | Spacewatch                 |
| 774793 | 2005 TK85                | 3 ottobre 2005    | Spacewatch                 |
| 774794 | 2005 TP91                | 30 agosto 2005    | Spacewatch                 |
| 774795 | 2005 TL92                | 6 ottobre 2005    | Spacewatch                 |
| 774796 | 2005 TK93                | 24 settembre 2005 | Spacewatch                 |
| 774797 | 2005 TM94                | 6 ottobre 2005    | Spacewatch                 |
| 774798 | 2005 TM95                | 25 settembre 2005 | Spacewatch                 |
| 774799 | 2005 TP95                | 25 settembre 2005 | Spacewatch                 |
| 774800 | 2005 TT96                | 6 ottobre 2005    | Mount Lemmon Survey        |

## 774801–774900
| Nome   | Designazione provvisoria | Data di scoperta  | Scopritore          |
| ------ | ------------------------ | ----------------- | ------------------- |
| 774801 | 2005 TH106               | 9 ottobre 2005    | Spacewatch          |
| 774802 | 2005 TV134               | 10 ottobre 2005   | Spacewatch          |
| 774803 | 2005 TD141               | 8 ottobre 2005    | Spacewatch          |
| 774804 | 2005 TG160               | 9 ottobre 2005    | Spacewatch          |
| 774805 | 2005 TF196               | 9 ottobre 2005    | Spacewatch          |
| 774806 | 2005 TG197               | 29 settembre 2005 | Mount Lemmon Survey |
| 774807 | 2005 TM202               | 1 settembre 2013  | Mount Lemmon Survey |
| 774808 | 2005 TN203               | 20 settembre 2009 | Spacewatch          |
| 774809 | 2005 TZ203               | 2 settembre 2014  | Pan-STARRS          |
| 774810 | 2005 TZ205               | 19 novembre 2017  | Pan-STARRS          |
| 774811 | 2005 TO206               | 12 ottobre 2005   | Spacewatch          |
| 774812 | 2005 TJ207               | 1 ottobre 2005    | Spacewatch          |
| 774813 | 2005 TN207               | 2 settembre 2014  | Pan-STARRS          |
| 774814 | 2005 TQ207               | 19 settembre 2014 | Pan-STARRS          |
| 774815 | 2005 TS207               | 12 marzo 2008     | Spacewatch          |
| 774816 | 2005 TD208               | 15 maggio 2013    | Pan-STARRS          |
| 774817 | 2005 TR208               | 30 ottobre 2014   | Mount Lemmon Survey |
| 774818 | 2005 TF211               | 28 agosto 2014    | Spacewatch          |
| 774819 | 2005 TK212               | 19 marzo 2013     | Pan-STARRS          |
| 774820 | 2005 TO212               | 14 gennaio 2016   | Pan-STARRS          |
| 774821 | 2005 TZ212               | 6 ottobre 2005    | Mount Lemmon Survey |
| 774822 | 2005 TA213               | 18 settembre 2014 | Pan-STARRS          |
| 774823 | 2005 TF213               | 3 settembre 2013  | Mount Lemmon Survey |
| 774824 | 2005 TP214               | 2 ottobre 2005    | Mount Lemmon Survey |
| 774825 | 2005 TV214               | 1 ottobre 2005    | Spacewatch          |
| 774826 | 2005 TQ215               | 2 ottobre 2005    | Mount Lemmon Survey |
| 774827 | 2005 TS215               | 9 ottobre 2005    | Spacewatch          |
| 774828 | 2005 TZ216               | 12 ottobre 2005   | Spacewatch          |
| 774829 | 2005 TZ217               | 1 ottobre 2005    | Spacewatch          |
| 774830 | 2005 TP218               | 2 ottobre 2005    | Mount Lemmon Survey |
| 774831 | 2005 TX219               | 1 ottobre 2005    | Mount Lemmon Survey |
| 774832 | 2005 TE221               | 11 ottobre 2005   | Spacewatch          |
| 774833 | 2005 TF222               | 1 ottobre 2005    | Spacewatch          |
| 774834 | 2005 TL224               | 1 ottobre 2005    | Mount Lemmon Survey |
| 774835 | 2005 TN224               | 4 ottobre 2005    | Mount Lemmon Survey |
| 774836 | 2005 TR224               | 1 ottobre 2005    | Spacewatch          |
| 774837 | 2005 TP225               | 1 ottobre 2005    | Spacewatch          |
| 774838 | 2005 TL226               | 1 ottobre 2005    | Mount Lemmon Survey |
| 774839 | 2005 UK8                 | 25 ottobre 2005   | Spacewatch          |
| 774840 | 2005 UE34                | 24 ottobre 2005   | Spacewatch          |
| 774841 | 2005 UA45                | 22 ottobre 2005   | Spacewatch          |
| 774842 | 2005 UW50                | 23 ottobre 2005   | CSS                 |
| 774843 | 2005 UF82                | 1 ottobre 2005    | Mount Lemmon Survey |
| 774844 | 2005 UL93                | 22 ottobre 2005   | Spacewatch          |
| 774845 | 2005 UU136               | 7 ottobre 2005    | Mount Lemmon Survey |
| 774846 | 2005 UP137               | 25 ottobre 2005   | Mount Lemmon Survey |
| 774847 | 2005 UB138               | 25 ottobre 2005   | Mount Lemmon Survey |
| 774848 | 2005 UQ139               | 25 ottobre 2005   | Mount Lemmon Survey |
| 774849 | 2005 UJ140               | 25 ottobre 2005   | Mount Lemmon Survey |
| 774850 | 2005 UY143               | 26 ottobre 2005   | Spacewatch          |
| 774851 | 2005 UR146               | 26 ottobre 2005   | Spacewatch          |
| 774852 | 2005 UZ162               | 23 ottobre 2005   | Spacewatch          |
| 774853 | 2005 UL164               | 1 ottobre 2005    | Mount Lemmon Survey |
| 774854 | 2005 UK169               | 24 ottobre 2005   | Spacewatch          |
| 774855 | 2005 UR169               | 24 ottobre 2005   | Spacewatch          |
| 774856 | 2005 UX173               | 24 ottobre 2005   | Spacewatch          |
| 774857 | 2005 UM188               | 27 ottobre 2005   | Mount Lemmon Survey |
| 774858 | 2005 UA190               | 27 ottobre 2005   | Mount Lemmon Survey |
| 774859 | 2005 UY195               | 1 ottobre 2005    | Mount Lemmon Survey |
| 774860 | 2005 UZ195               | 24 ottobre 2005   | Spacewatch          |
| 774861 | 2005 UU204               | 26 ottobre 2005   | Spacewatch          |
| 774862 | 2005 UF207               | 27 ottobre 2005   | Spacewatch          |
| 774863 | 2005 UO208               | 1 ottobre 2005    | Mount Lemmon Survey |
| 774864 | 2005 UG209               | 27 ottobre 2005   | Mount Lemmon Survey |
| 774865 | 2005 UK235               | 25 ottobre 2005   | Spacewatch          |
| 774866 | 2005 UL264               | 1 ottobre 2005    | Mount Lemmon Survey |
| 774867 | 2005 UR264               | 7 ottobre 2005    | Spacewatch          |
| 774868 | 2005 UZ279               | 24 ottobre 2005   | Spacewatch          |
| 774869 | 2005 UM285               | 26 ottobre 2005   | Spacewatch          |
| 774870 | 2005 UM290               | 26 ottobre 2005   | Spacewatch          |
| 774871 | 2005 UP311               | 26 ottobre 2005   | Spacewatch          |
| 774872 | 2005 UV320               | 27 ottobre 2005   | Spacewatch          |
| 774873 | 2005 UC323               | 28 ottobre 2005   | Mount Lemmon Survey |
| 774874 | 2005 UK334               | 29 ottobre 2005   | Mount Lemmon Survey |
| 774875 | 2005 UT335               | 30 ottobre 2005   | Spacewatch          |
| 774876 | 2005 UW335               | 30 ottobre 2005   | Mount Lemmon Survey |
| 774877 | 2005 UQ337               | 31 ottobre 2005   | Spacewatch          |
| 774878 | 2005 UW338               | 31 ottobre 2005   | Spacewatch          |
| 774879 | 2005 UZ338               | 31 ottobre 2005   | Spacewatch          |
| 774880 | 2005 UF340               | 31 ottobre 2005   | Spacewatch          |
| 774881 | 2005 UC342               | 31 ottobre 2005   | Mount Lemmon Survey |
| 774882 | 2005 UU359               | 25 ottobre 2005   | Mount Lemmon Survey |
| 774883 | 2005 UZ376               | 27 ottobre 2005   | Spacewatch          |
| 774884 | 2005 UL379               | 1 ottobre 2005    | Mount Lemmon Survey |
| 774885 | 2005 UR380               | 22 ottobre 2005   | Spacewatch          |
| 774886 | 2005 UN383               | 22 ottobre 2005   | Spacewatch          |
| 774887 | 2005 UB391               | 29 ottobre 2005   | Mount Lemmon Survey |
| 774888 | 2005 UR391               | 30 ottobre 2005   | Spacewatch          |
| 774889 | 2005 UE392               | 30 ottobre 2005   | Spacewatch          |
| 774890 | 2005 UA393               | 1 ottobre 2005    | Spacewatch          |
| 774891 | 2005 UX394               | 1 ottobre 2005    | Spacewatch          |
| 774892 | 2005 UN402               | 28 ottobre 2005   | CSS                 |
| 774893 | 2005 US408               | 1 ottobre 2005    | Mount Lemmon Survey |
| 774894 | 2005 UP418               | 25 ottobre 2005   | Spacewatch          |
| 774895 | 2005 UU425               | 28 ottobre 2005   | Spacewatch          |
| 774896 | 2005 UJ431               | 28 ottobre 2005   | Spacewatch          |
| 774897 | 2005 UO437               | 22 ottobre 2005   | Spacewatch          |
| 774898 | 2005 UX463               | 30 ottobre 2005   | Spacewatch          |
| 774899 | 2005 UG465               | 30 ottobre 2005   | Spacewatch          |
| 774900 | 2005 UG466               | 30 ottobre 2005   | Spacewatch          |

## 774901–775000
| Nome   | Designazione provvisoria | Data di scoperta  | Scopritore                 |
| ------ | ------------------------ | ----------------- | -------------------------- |
| 774901 | 2005 UA478               | 27 ottobre 2005   | Spacewatch                 |
| 774902 | 2005 UB503               | 18 settembre 2014 | Pan-STARRS                 |
| 774903 | 2005 UN515               | 25 ottobre 2005   | SDSS Collaboration         |
| 774904 | 2005 UB518               | 25 ottobre 2005   | SDSS Collaboration         |
| 774905 | 2005 UE518               | 30 ottobre 2005   | SDSS Collaboration         |
| 774906 | 2005 UE524               | 30 ottobre 2005   | SDSS Collaboration         |
| 774907 | 2005 UM534               | 21 settembre 2009 | Mount Lemmon Survey        |
| 774908 | 2005 UB536               | 25 aprile 2015    | Pan-STARRS                 |
| 774909 | 2005 UZ541               | 5 aprile 2008     | Spacewatch                 |
| 774910 | 2005 UE543               | 1 novembre 2005   | Mount Lemmon Survey        |
| 774911 | 2005 UG546               | 3 aprile 2017     | Pan-STARRS                 |
| 774912 | 2005 UM546               | 19 febbraio 2012  | R. Holmes                  |
| 774913 | 2005 US546               | 3 febbraio 2016   | Pan-STARRS                 |
| 774914 | 2005 UJ547               | 25 ottobre 2005   | Mount Lemmon Survey        |
| 774915 | 2005 UX547               | 27 ottobre 2005   | Mount Lemmon Survey        |
| 774916 | 2005 UM548               | 27 ottobre 2005   | Mount Lemmon Survey        |
| 774917 | 2005 UR550               | 25 ottobre 2005   | Spacewatch                 |
| 774918 | 2005 UV550               | 29 ottobre 2005   | Mount Lemmon Survey        |
| 774919 | 2005 UU551               | 23 ottobre 2005   | Spacewatch                 |
| 774920 | 2005 UL554               | 26 ottobre 2005   | Spacewatch                 |
| 774921 | 2005 UQ555               | 25 ottobre 2005   | Spacewatch                 |
| 774922 | 2005 UL557               | 28 ottobre 2005   | Spacewatch                 |
| 774923 | 2005 UV558               | 26 ottobre 2005   | Spacewatch                 |
| 774924 | 2005 UQ560               | 31 ottobre 2005   | Spacewatch                 |
| 774925 | 2005 VH8                 | 1 novembre 2005   | Spacewatch                 |
| 774926 | 2005 VL18                | 1 novembre 2005   | Spacewatch                 |
| 774927 | 2005 VP18                | 1 ottobre 2005    | Mount Lemmon Survey        |
| 774928 | 2005 VT18                | 7 ottobre 2005    | Mount Lemmon Survey        |
| 774929 | 2005 VD28                | 24 aprile 2004    | Spacewatch                 |
| 774930 | 2005 VH35                | 3 novembre 2005   | Mount Lemmon Survey        |
| 774931 | 2005 VB44                | 3 novembre 2005   | Spacewatch                 |
| 774932 | 2005 VS45                | 28 ottobre 2005   | Mount Lemmon Survey        |
| 774933 | 2005 VZ48                | 1 novembre 2005   | Spacewatch                 |
| 774934 | 2005 VP60                | 5 novembre 2005   | Mount Lemmon Survey        |
| 774935 | 2005 VS63                | 3 novembre 2005   | Spacewatch                 |
| 774936 | 2005 VA69                | 27 ottobre 2005   | Spacewatch                 |
| 774937 | 2005 VQ84                | 4 novembre 2005   | Spacewatch                 |
| 774938 | 2005 VS90                | 6 novembre 2005   | Spacewatch                 |
| 774939 | 2005 VS92                | 6 novembre 2005   | Mount Lemmon Survey        |
| 774940 | 2005 VV92                | 6 novembre 2005   | Mount Lemmon Survey        |
| 774941 | 2005 VH109               | 29 ottobre 2005   | Spacewatch                 |
| 774942 | 2005 VK128               | 30 ottobre 2005   | SDSS Collaboration         |
| 774943 | 2005 VJ133               | 30 ottobre 2005   | SDSS Collaboration         |
| 774944 | 2005 VD136               | 10 novembre 2005  | Spacewatch                 |
| 774945 | 2005 VF137               | 25 gennaio 2020   | Mount Lemmon Survey        |
| 774946 | 2005 VG141               | 27 settembre 2009 | Spacewatch                 |
| 774947 | 2005 VA143               | 10 novembre 2005  | Spacewatch                 |
| 774948 | 2005 VT143               | 2 dicembre 2010   | Spacewatch                 |
| 774949 | 2005 VB145               | 20 agosto 2014    | Pan-STARRS                 |
| 774950 | 2005 VD145               | 17 gennaio 2016   | Pan-STARRS                 |
| 774951 | 2005 VK145               | 25 luglio 2014    | Pan-STARRS                 |
| 774952 | 2005 VO148               | 10 marzo 2008     | Spacewatch                 |
| 774953 | 2005 VX148               | 6 novembre 2005   | Mount Lemmon Survey        |
| 774954 | 2005 VY149               | 28 agosto 2014    | Pan-STARRS                 |
| 774955 | 2005 VD150               | 27 gennaio 2007   | Mount Lemmon Survey        |
| 774956 | 2005 VH150               | 1 marzo 2016      | Pan-STARRS                 |
| 774957 | 2005 VJ150               | 1 ottobre 2014    | Mount Lemmon Survey        |
| 774958 | 2005 VX151               | 1 novembre 2005   | Spacewatch                 |
| 774959 | 2005 VW153               | 6 novembre 2005   | Mount Lemmon Survey        |
| 774960 | 2005 VL154               | 1 novembre 2005   | Spacewatch                 |
| 774961 | 2005 VJ157               | 1 novembre 2005   | Mount Lemmon Survey        |
| 774962 | 2005 VT157               | 10 novembre 2005  | Spacewatch                 |
| 774963 | 2005 WP41                | 25 ottobre 2005   | Mount Lemmon Survey        |
| 774964 | 2005 WQ53                | 25 novembre 2005  | Mount Lemmon Survey        |
| 774965 | 2005 WQ69                | 26 novembre 2005  | Spacewatch                 |
| 774966 | 2005 WU82                | 27 ottobre 2005   | Mount Lemmon Survey        |
| 774967 | 2005 WZ91                | 25 novembre 2005  | Spacewatch                 |
| 774968 | 2005 WJ93                | 25 novembre 2005  | Mount Lemmon Survey        |
| 774969 | 2005 WA112               | 30 settembre 2005 | Mount Lemmon Survey        |
| 774970 | 2005 WV124               | 25 novembre 2005  | Spacewatch                 |
| 774971 | 2005 WH127               | 28 ottobre 2005   | Mount Lemmon Survey        |
| 774972 | 2005 WD131               | 25 novembre 2005  | Mount Lemmon Survey        |
| 774973 | 2005 WV133               | 25 novembre 2005  | Mount Lemmon Survey        |
| 774974 | 2005 WJ175               | 30 novembre 2005  | Spacewatch                 |
| 774975 | 2005 WW197               | 22 novembre 2005  | Spacewatch                 |
| 774976 | 2005 WB199               | 25 novembre 2005  | Spacewatch                 |
| 774977 | 2005 WQ209               | 25 novembre 2005  | P. A. Wiegert, D. D. Balam |
| 774978 | 2005 WY217               | 26 novembre 2005  | Spacewatch                 |
| 774979 | 2005 XC39                | 5 dicembre 2005   | Mount Lemmon Survey        |
| 774980 | 2005 XB40                | 30 novembre 2005  | Spacewatch                 |
| 774981 | 2005 XW40                | 5 dicembre 2005   | Spacewatch                 |
| 774982 | 2005 XU41                | 7 dicembre 2005   | Spacewatch                 |
| 774983 | 2005 XE47                | 2 dicembre 2005   | Spacewatch                 |
| 774984 | 2005 XP62                | 5 dicembre 2005   | Mount Lemmon Survey        |
| 774985 | 2005 XY93                | 1 dicembre 2005   | L. H. Wasserman, R. Millis |
| 774986 | 2005 XV94                | 1 ottobre 2005    | Mount Lemmon Survey        |
| 774987 | 2005 XX94                | 5 ottobre 2005    | Spacewatch                 |
| 774988 | 2005 XS119               | 4 dicembre 2005   | Mount Lemmon Survey        |
| 774989 | 2005 XO124               | 14 gennaio 2011   | Spacewatch                 |
| 774990 | 2005 XQ124               | 4 dicembre 2005   | Mount Lemmon Survey        |
| 774991 | 2005 XW124               | 2 dicembre 2005   | Spacewatch                 |
| 774992 | 2005 XM126               | 1 novembre 2014   | Spacewatch                 |
| 774993 | 2005 XL127               | 20 settembre 2014 | Pan-STARRS                 |
| 774994 | 2005 XX127               | 15 settembre 2009 | Spacewatch                 |
| 774995 | 2005 XL128               | 27 ottobre 2014   | Pan-STARRS                 |
| 774996 | 2005 XJ131               | 23 marzo 2012     | Mount Lemmon Survey        |
| 774997 | 2005 XB132               | 1 aprile 2017     | Pan-STARRS                 |
| 774998 | 2005 XK132               | 6 dicembre 2005   | Spacewatch                 |
| 774999 | 2005 XP134               | 2 dicembre 2005   | Mount Lemmon Survey        |
| 775000 | 2005 XZ135               | 4 dicembre 2005   | Spacewatch                 |